# Lophodermium abietis
Lophodermium abietis är en svampart som beskrevs av Rostr. 1889. Lophodermium abietis ingår i släktet Lophodermium och familjen Rhytismataceae.   Inga underarter finns listade i Catalogue of Life.